# Realo
 (octobre 2016).
Si vous disposez d'ouvrages ou d'articles de référence ou si vous connaissez des sites web de qualité traitant du thème abordé ici, merci de compléter l'article en donnant les références utiles à sa vérifiabilité et en les liant à la section « Notes et références ».
Un Realo est un terme employé par la presse dominante allemande pour décrire au sein du mouvement écologiste allemand et notamment d’Alliance 90 / Les Verts, un partisan de l’alliance avec des partis centristes, voire conservateurs. Le terme est abrégé de realist.
Les Realos s’opposent aux Fundis (de fundamentalist, fondamentaliste), qui prônent une perspective plus à gauche.
Parmi les principaux Realos se trouvent l’ancien vice-chancelier Joschka Fischer, le député européen Daniel Cohn-Bendit, Robert Habeck et Annalena Baerbock. L'ancien ministre de l'Intérieur Otto Schily, passé au SPD en 1989, en a fait partie du temps où il militait chez les Verts.